# Daisy Town
Daisy Town är ett Lucky Luke-album från 1983. Det är det 51:e albumet i ordningen, och har nummer 48 i den svenska utgivningen.  Albumet är en serieversion av den tecknade långfilmen Lucky Luke rensar stan från 1971, med manus av René Goscinny, Morris och Pierre Tchernia. Det är den sista Lucky Luke-serie som attribuerats till René Goscinny, som dog 1977, men överföringen till seriemediet gjordes av Morris, som också svarat för seriens teckningar.

## Handling
Mitt ute på den amerikanska prärien växer nybyggarstaden Daisy Town snabbt upp, och Lucky Luke tillkallas för att föra lag och ordning till stan. Efter att han har rensat ut det värsta buset förefallet Daisy Town kunna bli en skötsam stad, men så nås byborna av budet att bröderna Dalton har rånat en diligens i närheten. Bröderna anländer snart staden och ställer de upp i valet till borgmästare, sheriff och domare, men Lucky Luke lyckas driva dem på flykten. Fyllda av hämndbegär lyckas Daltons dock uppvigla en närliggande indianstam att förklara krig mot Daisy Town.

## Svensk utgivning
- Morris; René Goscinny och Pierre Tchernia, (översättare: Jerk Sander) (1983). Daisy Town. Lucky Lukes äventyr: 48. Stockholm: Bonniers Juniorförlag. Libris 7285449. ISBN 91-48-50815-2
- I Lucky Luke – Den kompletta samlingen ingår albumet i "Lucky Luke 1983-1984". Libris 10235040. ISBN 91-7134-351-2